# Toyota Avensis
El Toyota Avensis es un automóvil de turismo del segmento D construido por el fabricante de automóviles Toyota en Burnaston (Derbyshire, Reino Unido) desde 1997 hasta 2018. Es el sucesor del Carina E, y está disponible en carrocerías sedán, familiar y liftback. En Japón se construye el monovolumen grande Toyota Avensis Verso (Toyota Ipsum en Japón y Toyota Picnic en otros mercados) en un chasis diferente. En Argentina, la primera generación fue vendida bajo el nombre de Toyota Corona, mientras que la segunda mantuvo el nombre Avensis. Es competidor directo del Honda Accord, el Mazda 6, el Nissan Primera y el Volkswagen Passat.

## Primera generación (T220, 1997-2003)
Toyota dio el nombre de Avensis a un coche completamente nuevo, lanzado a finales de 1997. Al igual que su predecesor, el Carina, el Avensis se construía en la fábrica de Burnaston, en Derby (Reino Unido). Al mismo tiempo y en esta misma planta comenzó la producción del Toyota Corolla de 1997.
El Avensis original se ofrecía con cuatro motores: tres de gasolina de 1,6, 1,8 y 2,0 litros de cilindrada; y un turbodiésel de 2,0 L; y tres carrocerías (sedán cuatro puertas, liftback cinco puertas y familiar cinco puertas). En Japón se vendió como el Toyota Caldina de segunda generación destinado al mercado niponés.
Toda la gama ofrecía una sólida calidad de construcción, excelente fiabilidad, interior espacioso y cómodo, un maletero muy espacioso de 500 L (132,1 galones americanos), equipamiento completo, suave conducción y buen refinamiento, pero muy pocas emociones a la hora de conducirlo. Las modificaciones introducidas en septiembre del año 2000 apenas cambiaron esto, aunque se introdujo una nueva versión más deportiva llamada Avensis 2.0 SR con spoilers y una suspensión modificada.

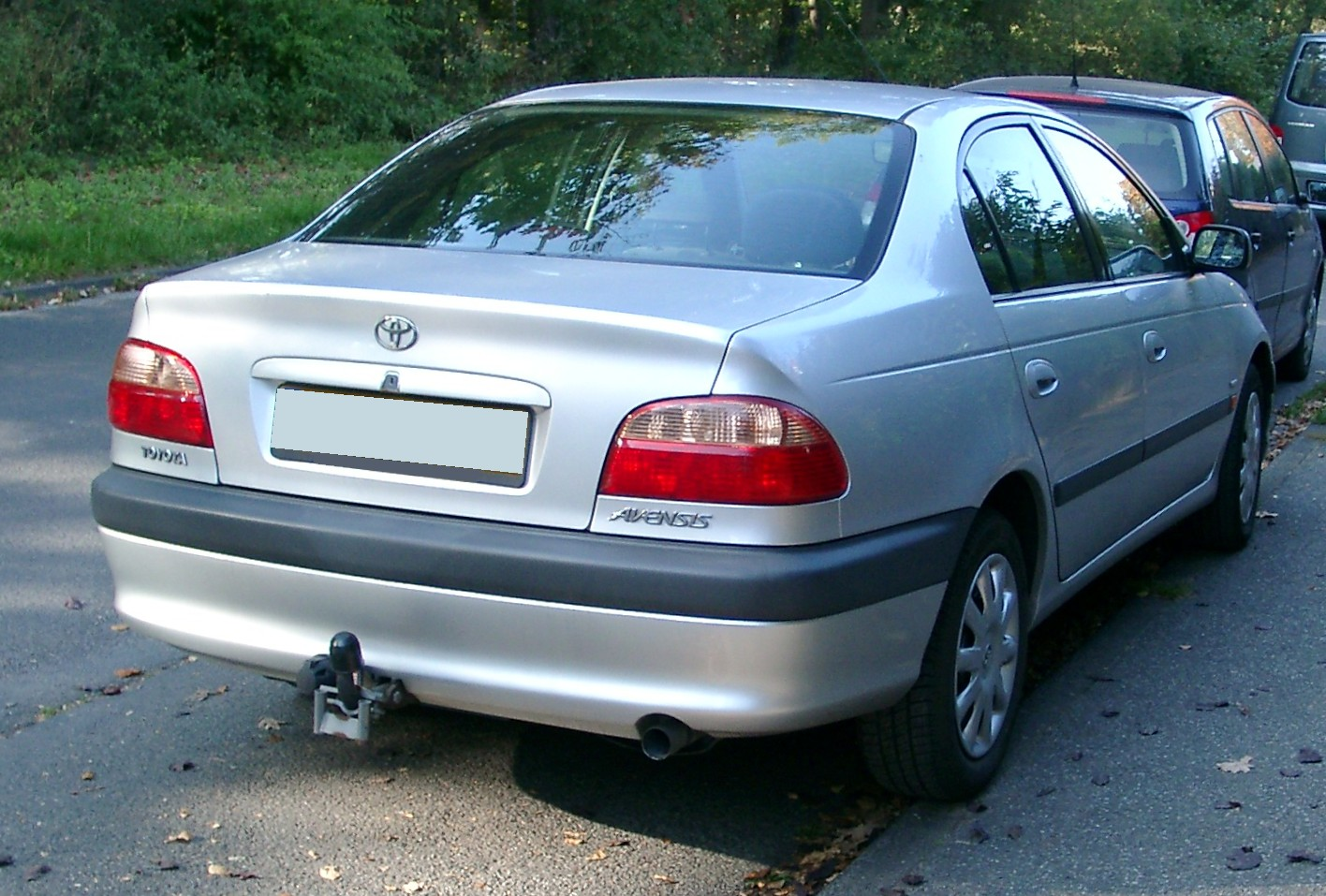
Toyota Avensis Sedán.
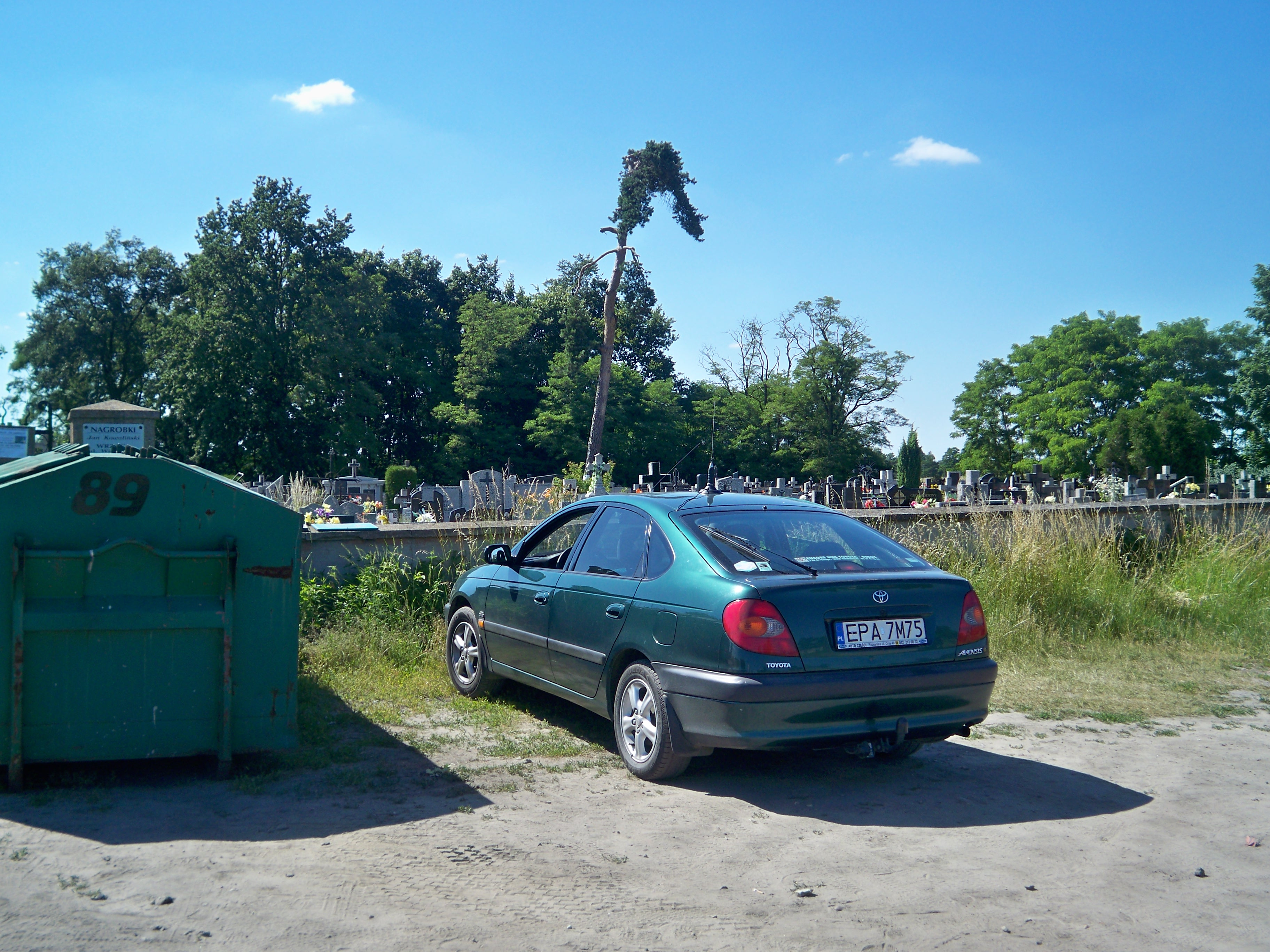
Toyota Avensis liftback.
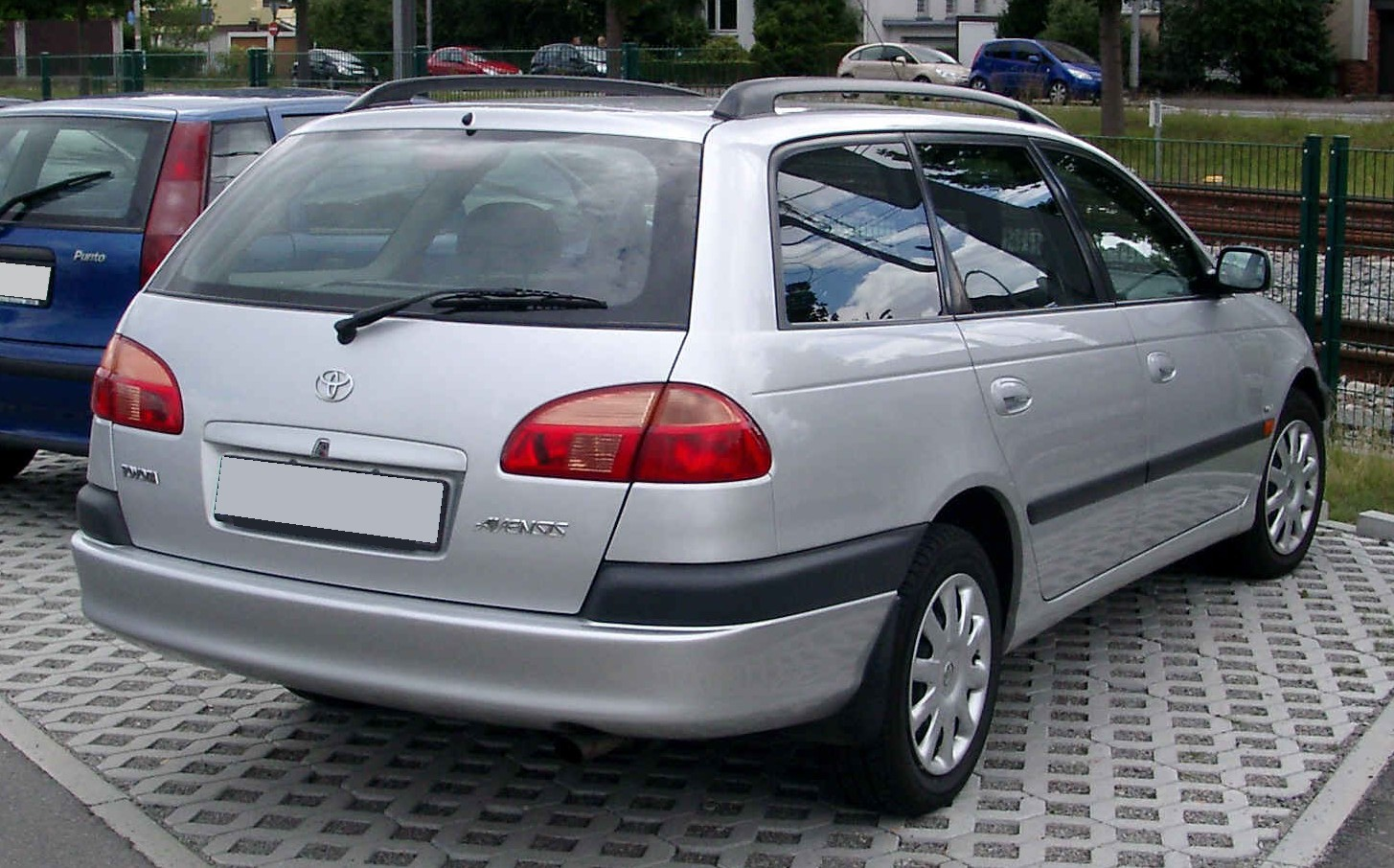
Toyota Avensis Familiar.

## Segunda generación (T250, 2003-2009)
La segunda generación del Toyota Avensis se lanzó en abril de 2003 en un formato completamente nuevo.
Se mantenían los motores 1,6, 1,8 y 2,0 de gasolina y 2,0 diésel, al tiempo que se añadió un motor diésel de 2,4 L de cilindrada con 180 CV (132 kilovatios). Equipado con los motores de gasolina, es el primer Avensis exportado a Japón. A mediados de 2005 se añadieron a la gama los nuevos motores turbodiésel de 2,2 L de cilindrada y 150 CV (110 kilovatios) y 177 CV (130 kilovatios) de potencia máxima, equipados con inyección directa con alimentación por common-rail.
En julio de 2006, coincidiendo con leves cambios estéticos en el frontal, se sustituye el motor de hierro fundido del modelo 2.0 turbodiésel por otro de aluminio, similar al de sus hermanos más potentes. En el de gasolina de 1.6 L, se añade una velocidad más a la caja de cambios manual, pasando de 5º a 6º velocidad y subió su potencia máxima de 116 CV (85 kilovatios) a 126 CV (93 kilovatios). En junio de 2007, la opción gasolina de 1.6 L se elimina sin ningún sucesor.

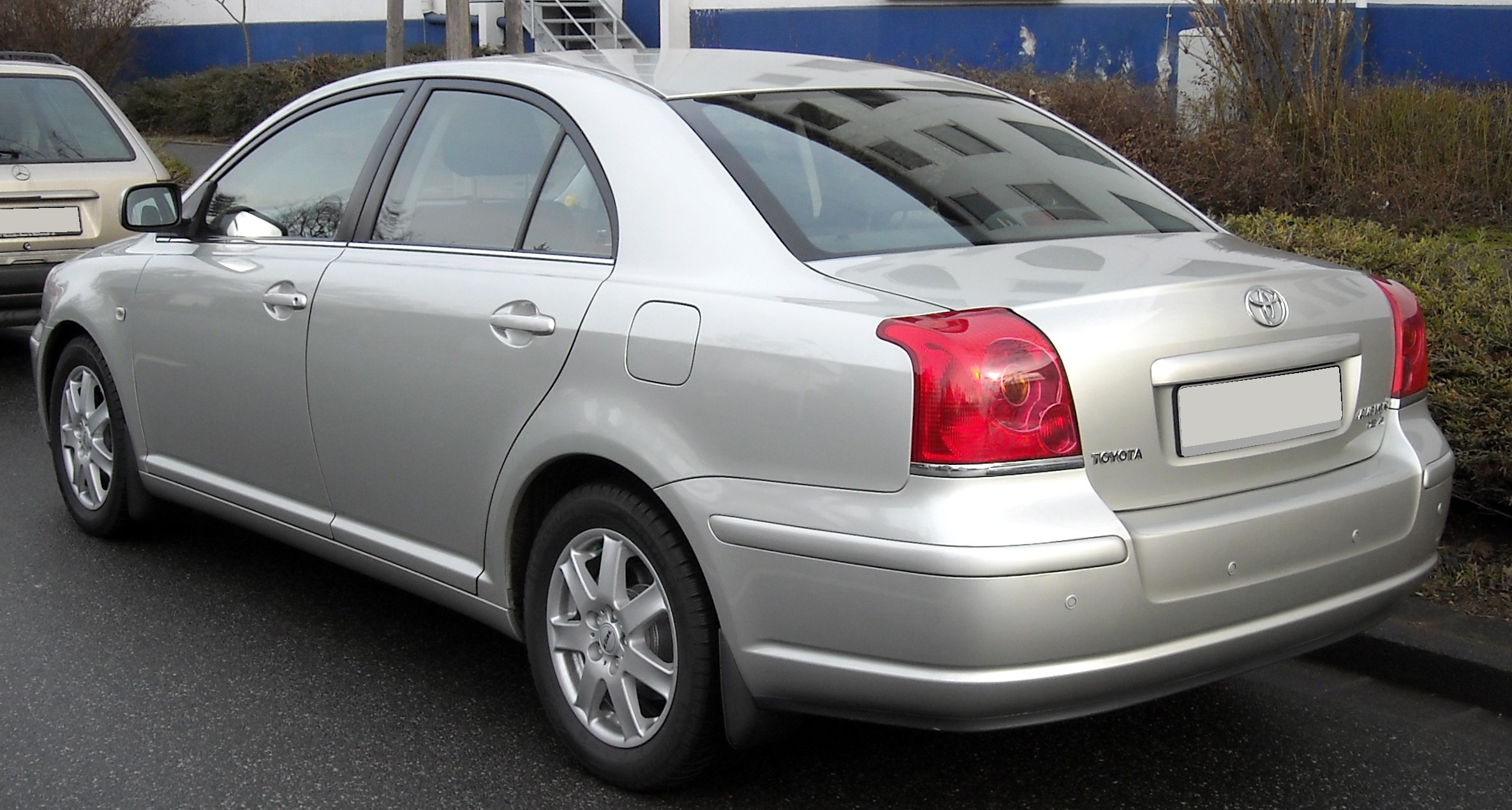
Toyota Avensis Sedán.
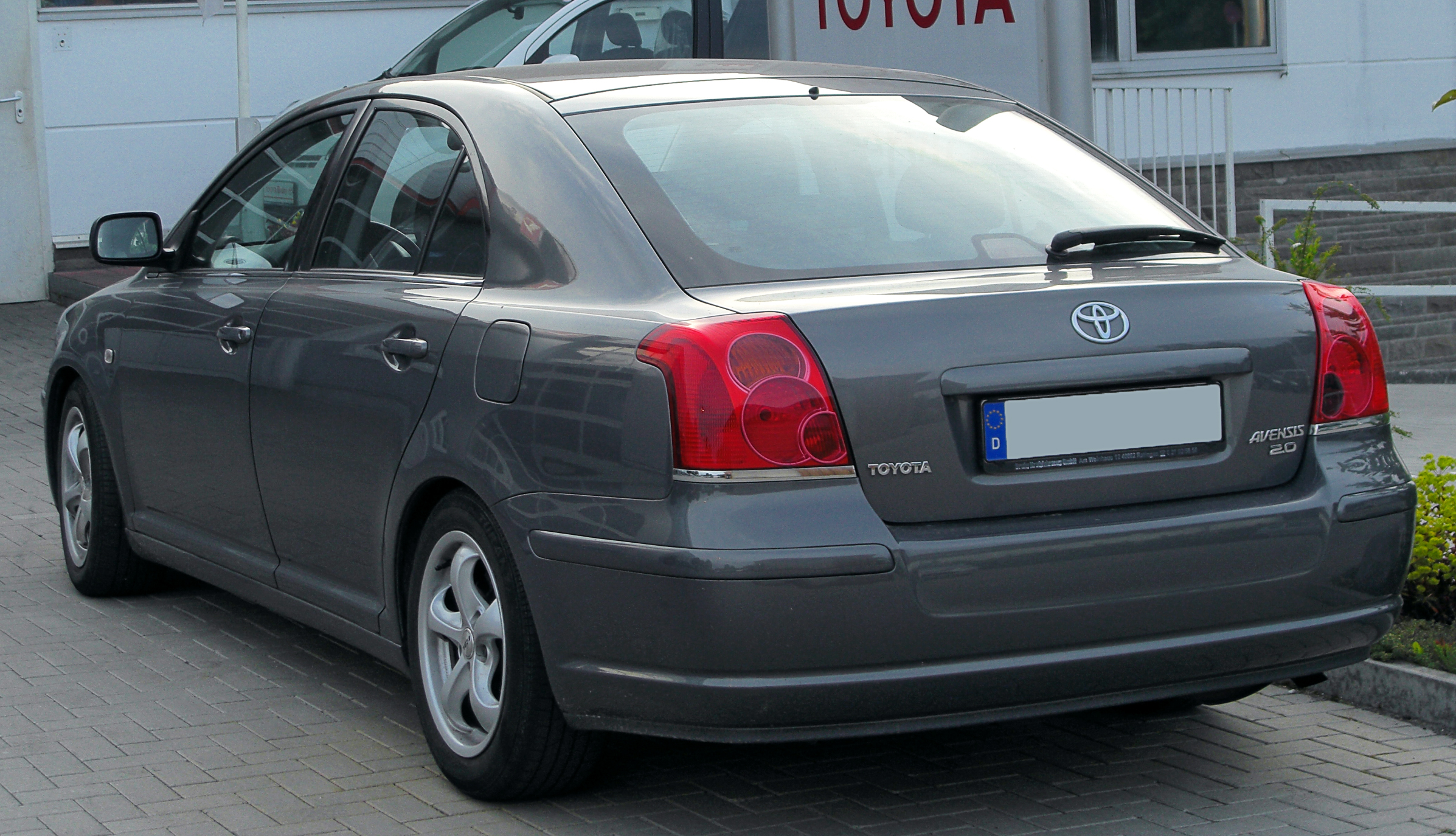
Toyota Avensis liftback.
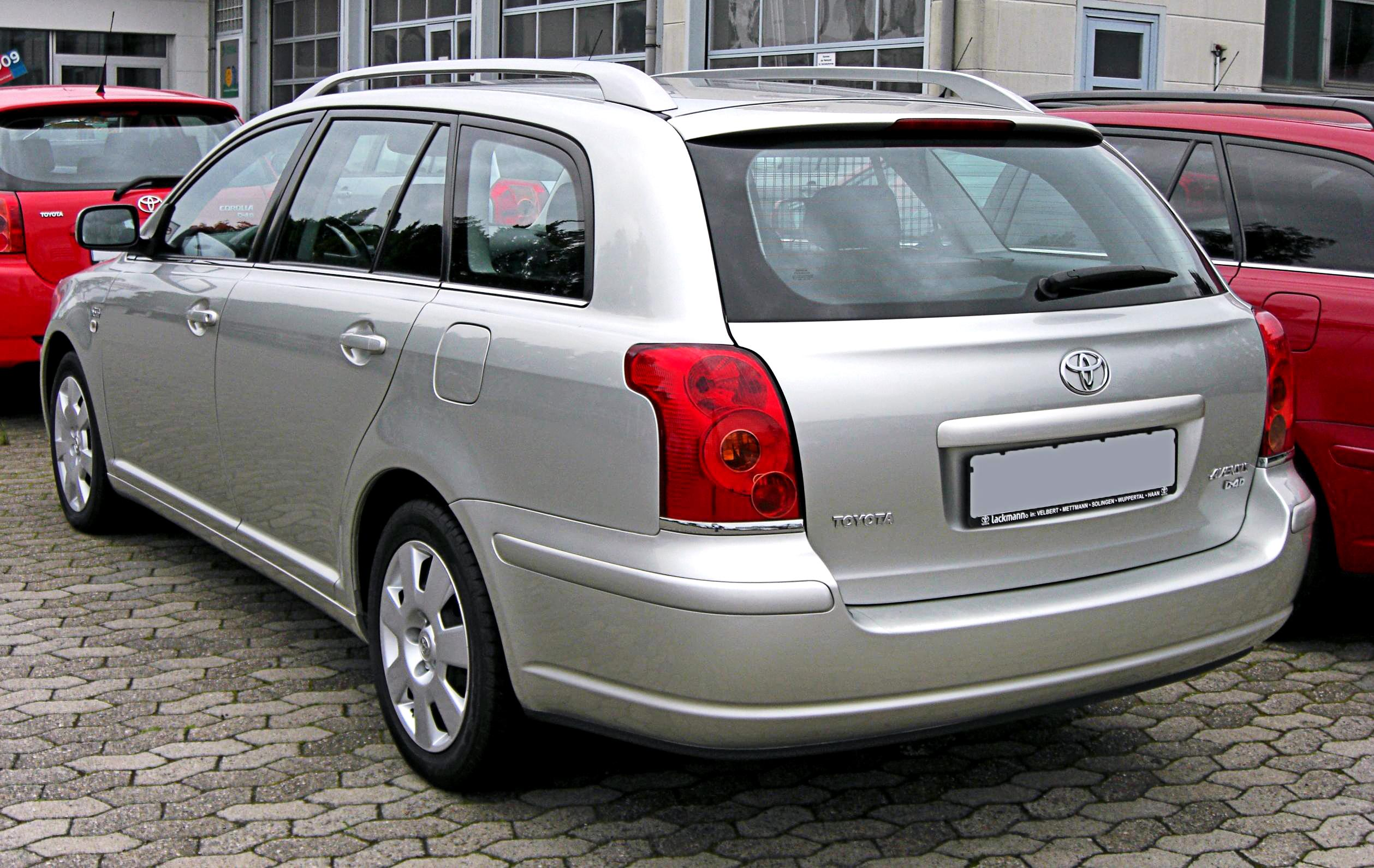
Toyota Avensis Wagon.

## Tercera generación (T270, 2009-2018)

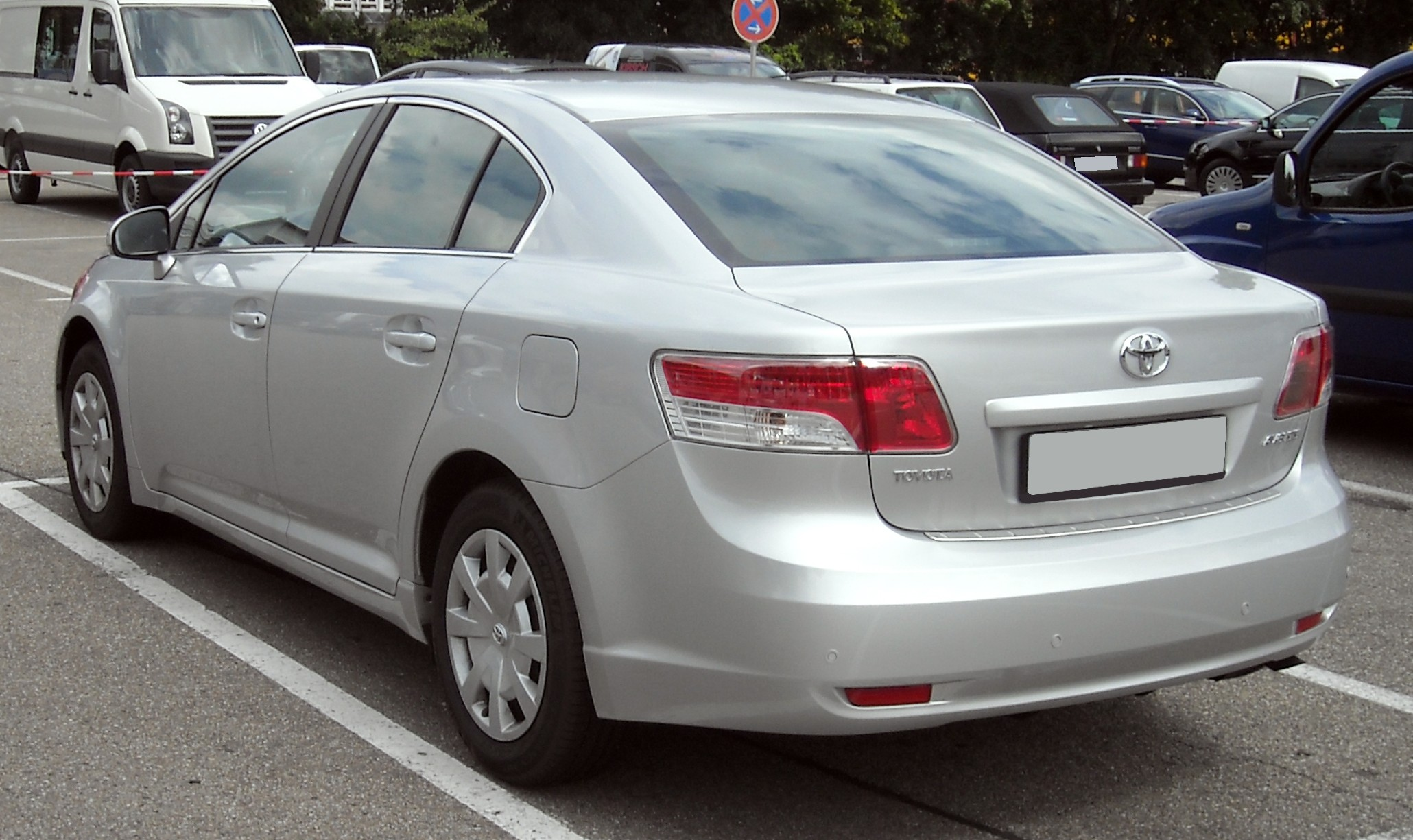
Vista trasera del Toyota Avensis

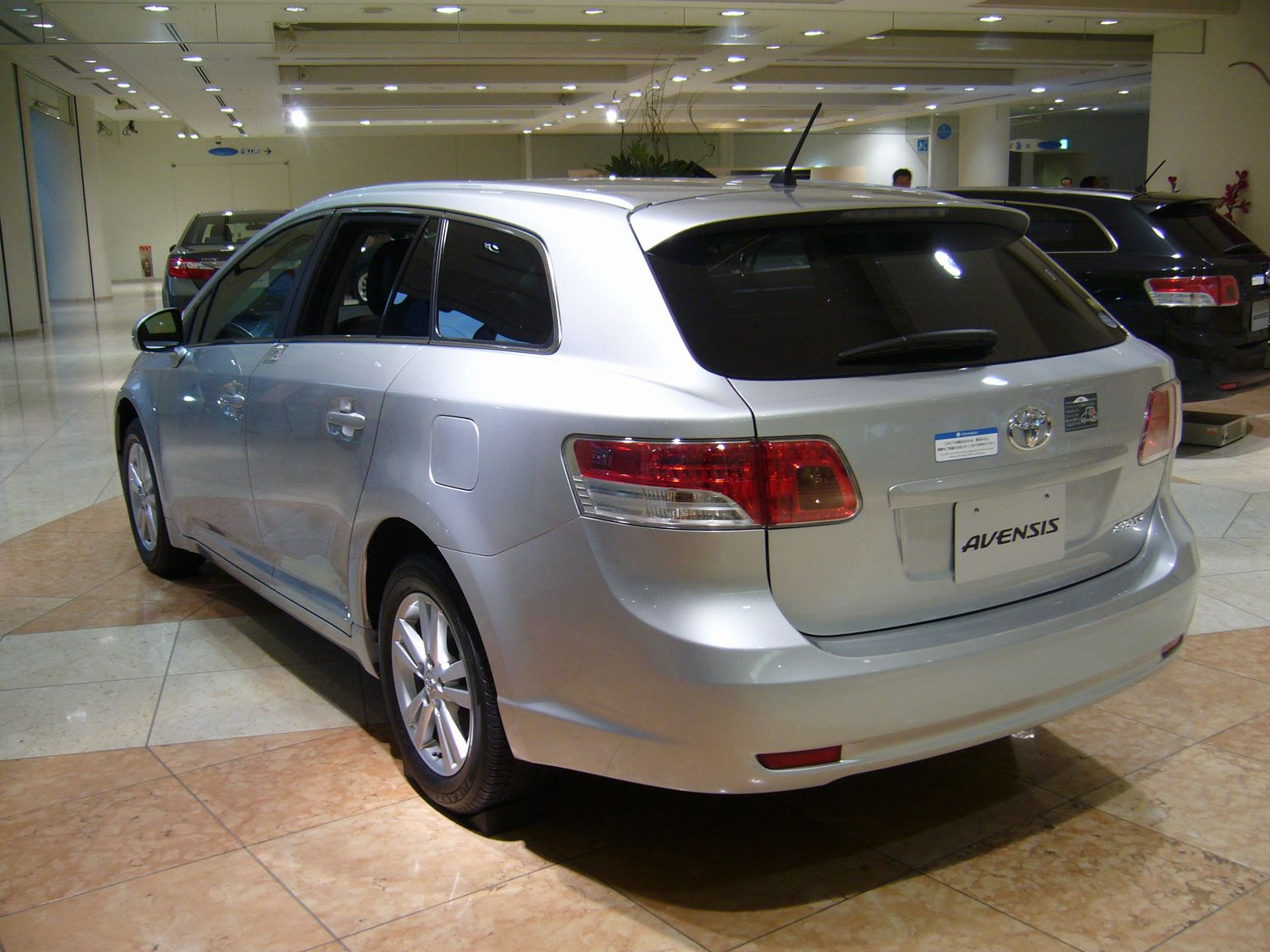
Toyota Avensis Wagon

La tercera generación del Toyota Avensis se estrenó en el Salón del Automóvil de París de 2008 y se comenzó a vender a principios de 2009. A diferencia de sus antecesores, no hay carrocería liftback.
En su lanzamiento, toda la gama de motores fue de 4 cilindros en línea y cuatro válvulas por cilindro. Los de gasolina son: un 1.6 L de 132 CV (97 kilovatios); un 1.8 L de 147 CV (108 kilovatios); y un 2.0 L de 152 CV (112 kilovatios). Los tres son atmosféricos, y llevan inyección indirecta y distribución de válvulas variable. Los motores diésel son: un 2.0 L de 126 CV (93 kilovatios); y un 2.2 L de 150 CV (110 kilovatios) o 177 CV (130 kilovatios); todos incorporan turbocompresor de geometría variable con intercooler e inyección directa con alimentación por common-rail.
En enero de 2012, Toyota introdujo en el mercado europeo la primera actualización de esta tercera generación, en la que destaca plenamente el nuevo frontal, que estrenó el formato que luego se irá extendiendo a los demás modelos de la marca. Deja de lado el tradicional estilo del modelo, siempre caracterizado por lo impersonal y discreto, en favor de un aspecto mucho más dinámico y moderno, gracias a detalles como el parachoques anterior totalmente renovado que engloba una parrilla de mayores dimensiones, una entrada de aire inferior de formato trapezoidal y faros más estrechos que incluyen por primera vez la función de luz de día. Con esta renovación estética, la oferta de motores también fue replanteada con la intención de rebajar las cifras de consumos y emisiones, destacándose la versión de entrada de gama diésel ahora denominada 120D, que con una potencia de 124 CV (91 kilovatios) emite apenas 119 g (4,2 onzas)/km de CO2; mientras que entre las motorizaciones de gasolina desaparece la opción 1.6 L.
A principios de 2015 se desarrolló un segundo facelift, que fue presentado en el Salón del Automóvil de Ginebra, en abril de 2015. Salió oficialmente a la venta en el mercado europeo en septiembre de 2015. Esta actualización incluyó un rediseño en la parte trasera y otro bastante más profundo en la parrilla frontal, que presentan nuevos grupos ópticos con tecnología Full LED. Además de añadir nuevos sistemas de seguridad pasiva, también se realizó un profundo rediseño en el salpicadero y en los sistemas multimedia. Además, con esta actualización, Toyota dejó de montar los motores diésel propios (los motores 1AD y 2AD), sustituyéndolos por otros de origen BMW, gracias a un acuerdo para compartir su tecnología híbrida con la marca bávara, que ya cumplen la normativa anti-contaminación EURO6. Dichos motores se denominan 150D (un 2.0 L de 143 CV (105 kilovatios)) y 115D (un 1.6 L de 112 CV (82 kilovatios)).

## Fin de producción
Desde septiembre de 2015 hasta su final en primavera de 2018 el Toyota Avensis se vio claremente afectado en el número de ventas como en demanda de tecnología y motores, así como la moda SUV y la competencia de vehículos alemanes premium como los Audi A4, BMW Serie 3, Mercedes-Benz Clase C y generalistas como los Volkswagen Passat, Skoda Superb y la división de alta gama dentro de Toyota: Lexus. Los cambios en gustos y modas del cliente europeo de hoy en día hicieron que el Toyota Avensis empezase un pronunciado declive en ventas.[cita requerida] Tras las numerosas pérdidas que obtuvo entre los años 2016 y 2017, Toyota paralizó la fabricación y posterior venta, centrándose en vehículos más futuristas, económicos y ecológicos, adaptándose a las modas y gustos de los clientes europeos actuales. De momento no tiene sucesor directo, aunque dentro de Toyota están disponibles tanto el nuevo Corolla Hybrid Sedán, como los lujosos Lexus ES y Lexus IS como alternativas similares a las que hasta ahora ofrecía el Avensis. Su sucesor Indirecto es el Toyota Camry que comparte plataforma con el Lexus ES con motores híbridos, entrando como una alternativa a berlinas medio-altas de Europa y que ha sido un éxito sin precedentes en Norteamérica, cuyo objetivo es competir contra los alemanes generalistas como los Volkswagen Passat y Skoda Superb, al igual que busca rivalizar con berlinas medias del mismo país como el Mazda 6 o el Opel Insignia, que son sus competidores más directos.